# دهه ۱۴۷۰ (میلادی)
دهه ۱۴۷۰ (میلادی) صد و چهل و هفتمین دهه تقویم میلادی است.

## درگذشتگان
‎